# Bolitaena
Bolitaena är ett släkte av bläckfiskar. Bolitaena ingår i familjen Bolitaenidae.
Arterna har korta armar som delvis är sammanlänkade med hud. Släktets medlemmar är endast några centimeter stora. De lever i djuphavet.
Arter enligt Catalogue of Life:
- Bolitaena massyae
- Bolitaena microcotyla

## Bildgalleri

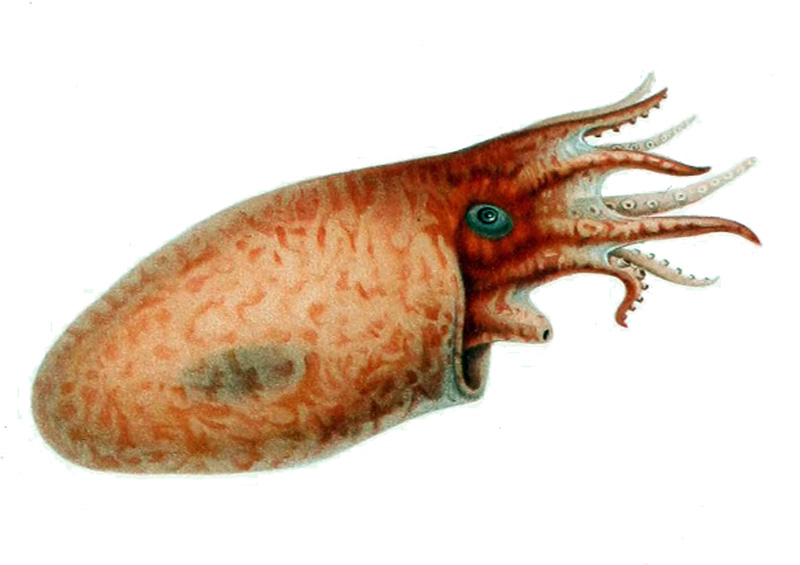
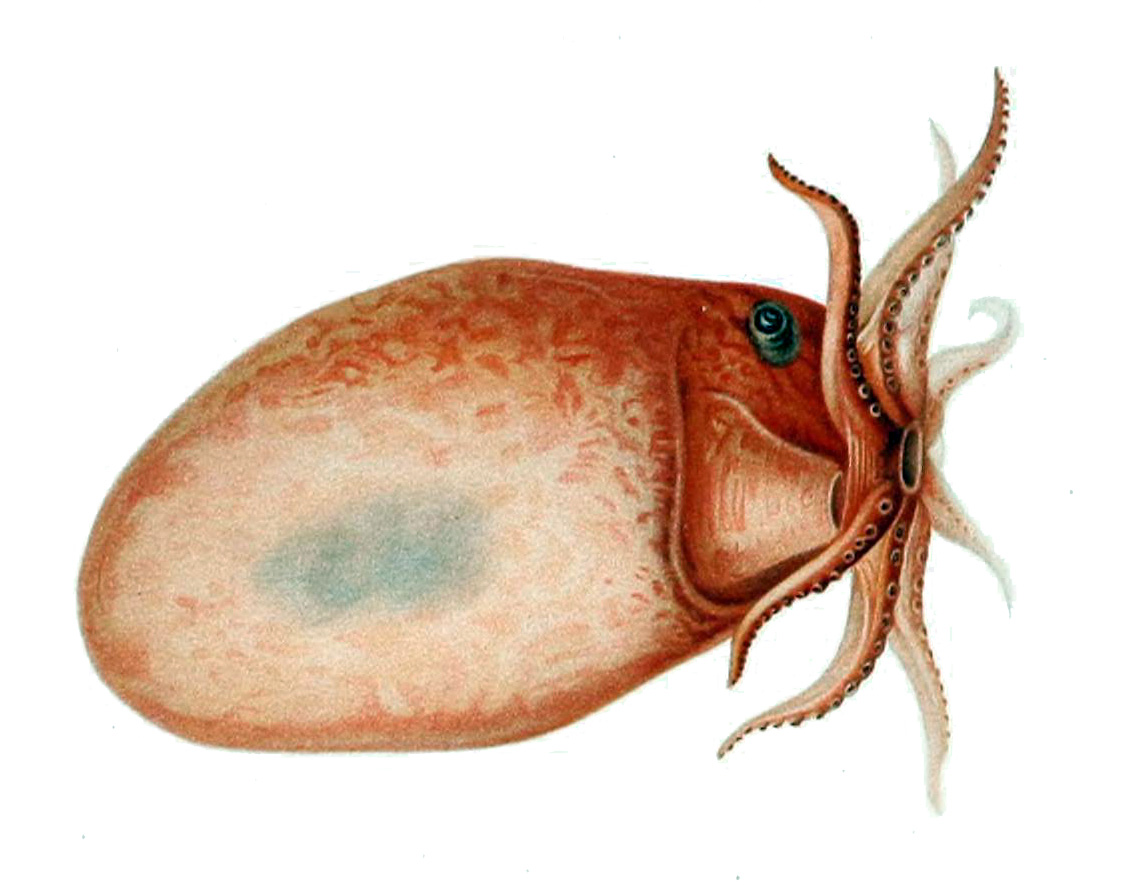
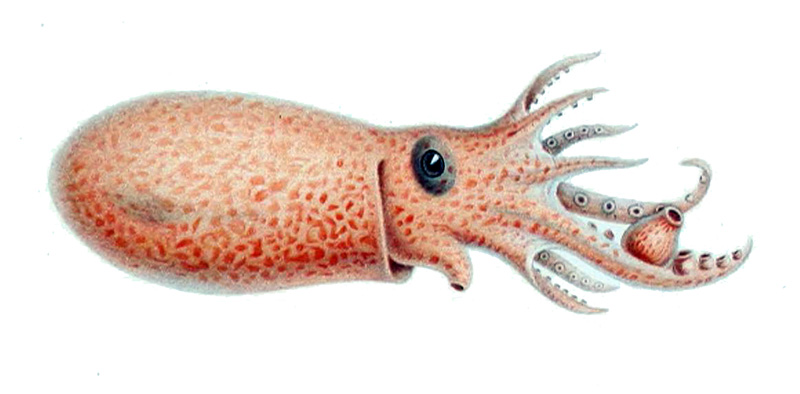
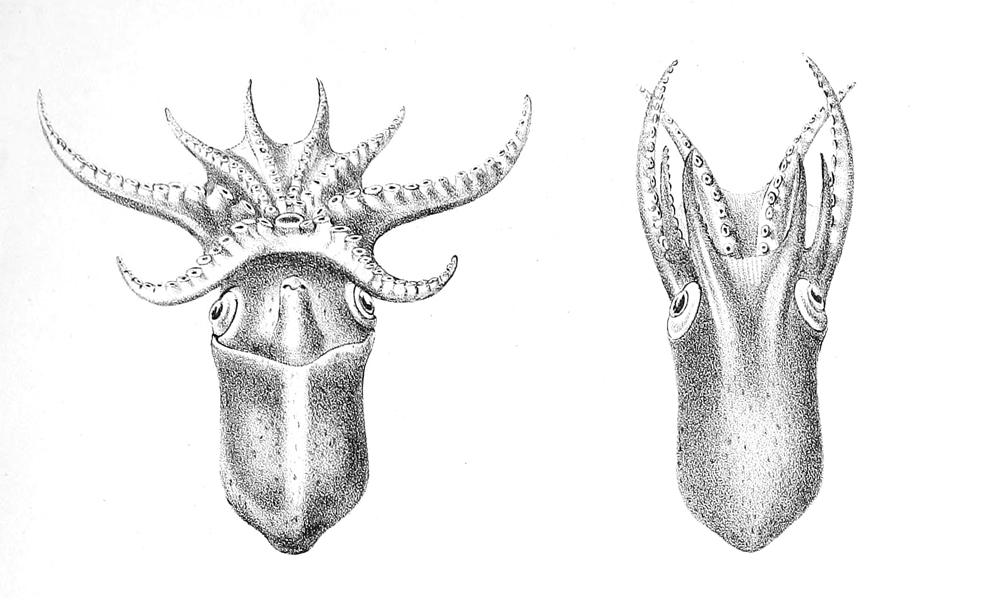
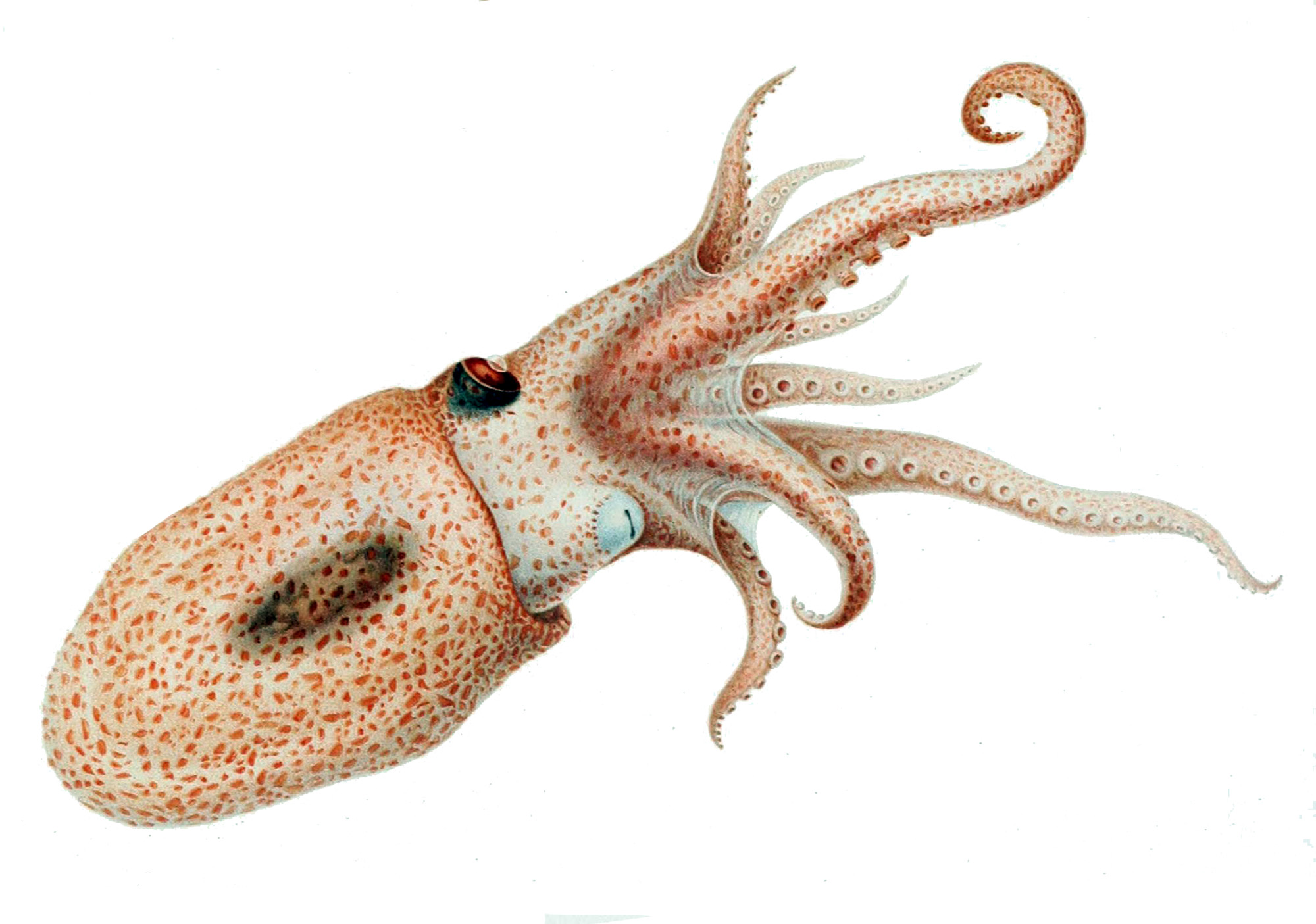